# روجر ألان ويد
روجر ألان ويد (بالإنجليزية: Roger Alan Wade)‏ هو مغن مؤلف وموسيقي أمريكي، ولد في القرن العشرين.

## وصلات خارجية
- روجر ألان ويد على موقع IMDb (الإنجليزية)
- روجر ألان ويد على موقع ميوزك برينز (الإنجليزية)
- روجر ألان ويد على موقع أول ميوزيك (الإنجليزية)
- روجر ألان ويد على موقع ديسكوغز (الإنجليزية)